# Michael Gschoßmann
Michael Gschoßmann ist ein deutscher Brigadegeneral und war zuletzt von 2019 bis 2025 General Manager NATO Airborne Early Warning and Control Programme Management Organisation.

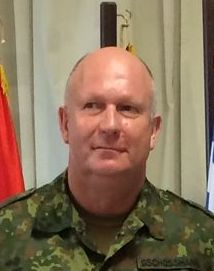
Brigadegeneral Michael Gschoßmann

## Leben

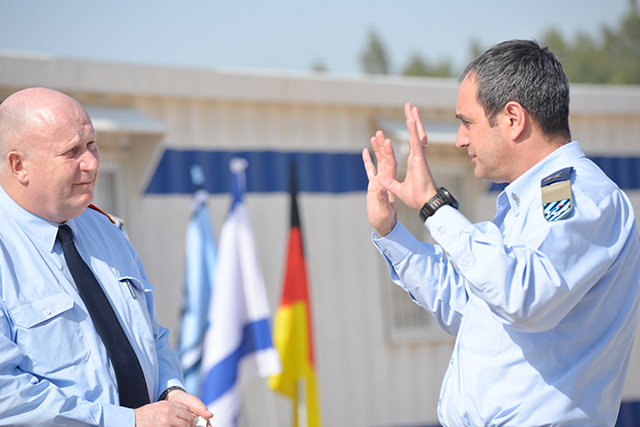
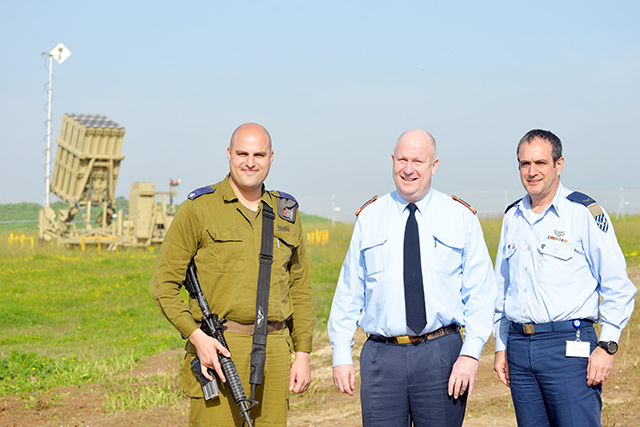
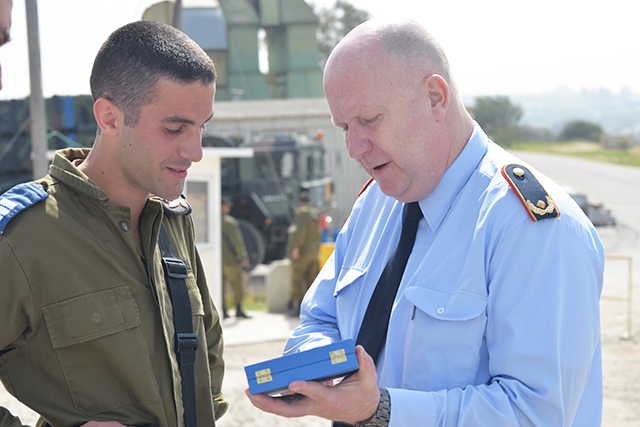

Michael Gschoßmann trat 1979 als Offizieranwärter in die Luftwaffe ein und absolvierte den Offizierlehrgang, bevor er von 1980 bis 1984 Wirtschaftswissenschaften an der Universität der Bundeswehr in Neubiberg bei München studierte. Von 1984 bis 1985 wurde er in Fort Bliss in Texas an der Raketenschule der Luftwaffe zum Flugabwehrraketenoffizier ausgebildet. Seine erste Verwendung nach der Ausbildung führte ihn bis 1989 als Feuerleit- und später als Einsatzoffizier zum Flugabwehrraketenbataillon 39 nach Eckernförde.
Von 1989 bis 1992 arbeitete Gschoßmann als Adjutant des Kommandierenden Generals der Luftflotte in Köln, bevor er von 1992 bis 1994 am 37. Generalstabslehrgang der Luftwaffe an der Führungsakademie der Bundeswehr in Hamburg teilnahm. Danach durchlief er zusätzlich den 87th Advanced Staff Officers’ Course am Royal Air Force Staff College in Bracknell. Von 1996 bis 1998 war er Referent im Bundesministerium der Verteidigung und später Stabsoffizier beim Stabsabteilungsleiter im Führungsstab der Streitkräfte im Bereich Militärpolitik und Führung.
Nach einer Verwendung im Regional Headquarters North in Brunssum als Referent und zuletzt als Referatsleiter Air Operations führte er von 2001 bis 2004 die Flugabwehrraketengruppe 25, ausgerüstet mit dem Flugabwehrraketensystem Patriot, in Barnstorf. Von 2004 bis 2007 war er Lehrgangsleiter des nationalen Generalstabs-/Admiralstabslehrgang an der Führungsakademie und danach bis 2009 Büroleiter und Chef des Stabes des Befehlshaber des Allied Joint Force Command Brunssum.
Gschoßmann übernahm bis 2013 die Tätigkeit des Referatsleiters für militärische Aspekte der Sicherheitspolitik im Bundeskanzleramt und ab März 2013 nach der Zurruhesetzung von Erich Vad die Aufgaben des Gruppenleiters für Sicherheits- und Militärpolitik im Bundessicherheitsrat. Von 2013 bis Mitte 2015 leitete er die Fachabteilung Boden im Kommando Einsatzverbände Luftwaffe und vom 1. Juli 2015 bis Ende 2018 war er Kommandeur Bodengebundene Verbände im Luftwaffentruppenkommando (Köln). Von 2015 bis 2018 hatte er auch die Dienststellung des Standortältesten für den Bundeswehr-Standort Köln inne. Im Januar 2019 wurde Gschoßmann General Manager der NAPMA. Seinen vorherigen Dienstposten in Köln übernahm im März 2019 Brigadegeneral Michael Hogrebe.
Michael Gschoßmann Besuch in Israel, März 2017